# Кам'януватий острів
Кам'януватий острів, Скелястий острів, Князів острів — острів біля правого берегу Дніпра у Соборному районі м. Дніпра навпроти Лоцманської Кам'янки.
Нижче Московського острова стоїть, близько правого берега Дніпра, Кам’януватий, або Скелястий. У Боплана він називається Князів острів. Як каже Боплан: "Це не що інше, як скеля, завдовжки 500-600, а завширшки до 130 кроків, тепер одна верства й 125 сажень завдовжки й 120 сажень завширшки; його ніколи не заливає весняна вода".

## Старожитності острова
Цей острів цікавий тим, що на ньому є всі сліди археологічних культур, що пережив старий Дніпро, починаючи від кам'яної доби й кінчаючи часами козацького Запоріжжя.
Так, тут находили кам'яні молотки різної конструкції, руків’я старовинних мечей, бронзові різних форм стрілки, бронзові браслети, бронзові кільця, намисто, різне що до матеріалу та оздоби, глиняні світильники, скляні лякримарії, залізні списи й багато чого іншого. 

## Російська доба
Історик князь Семен Іванович Мишецький каже, що на цьому ж острові 1737 року «побудован від росіян ретраншемент і редути».